# Hang Dơi Phúc Yên
Hang Dơi Phúc Yên hay Hang Dơi Ngọc Thanh là hang dơi ở thôn Đồng Chằm xã Ngọc Thanh thành phố Phúc Yên tỉnh Vĩnh Phúc, Việt Nam.
Hang thuộc Khu du lịch hồ Đại Lải, cách trung tâm Hà Nội chưa đầy 50 km. Để đến thác tiếp cận khu vực phía tây hồ Đại Lải, rồi theo Đường tỉnh 301 đi hướng đông bắc đến ngang hồ Trại Trâu. Tại đây có các dịch vụ hỗ trợ của người dân cho ai có nhu cầu.
Từ ngã ba 21°22′42″B 105°43′20″Đ / 21,378331°B 105,722227°Đ này rẽ sang đường núi lên hang theo hướng bắc đến cửa hang, dài chừng 3 km.
Hang là nơi trú ngụ của hàng ngàn con dơi, trong khung cảnh vẫn giữ được vẻ đẹp thiên nhiên hoang sơ vốn có mặc dù ở gần khu du lịch, và trong vùng cận đồng bằng rất hiếm hang động.
Một số văn liệu ghi là "hang ở thôn Đồng Trầm"  trong khi tên thôn theo Danh mục địa danh dân cư... là "thôn Đồng Chằm" .